# Dilophus
Ce genre d'insectes ne doit pas être confondu avec le genre d'algues brunes Dilophus J.Agardh, 1882.
Genre
Dilophus est un genre d'insectes diptères nématocères de la famille des Bibionidae. L'ordre des diptères regroupe, entre autres, des espèces principalement désignées par les noms vernaculaires de mouches, moustiques, taons. Ce genre est représenté tant par des espèces actuelles que par des taxons fossiles.

## Liste des espèces
Selon GBIF (15 mai 2025) :
- Dilophus aberratus Hardy, 1982
- Dilophus acutidens Edwards, 1929
- Dilophus aegyptius Costa, 1878
- Dilophus alpinus Harrison, 1990
- Dilophus andalusiacus Strobl, 1900
- † Dilophus andrewrossi Nel et al., 2019
- Dilophus anomalus (Hardy, 1942)
- Dilophus antarcticus (Walker, 1836)
- Dilophus antipedalis Meigen & Wiedemann, 1818
- Dilophus aquilonia Hardy & Takahashi, 1960
- Dilophus arboreus Fitzgerald, 2004
- Dilophus arenarius Edwards, 1935
- Dilophus arizonaensis (Hardy, 1937)
- Dilophus ater (Philippi, 1865)
- Dilophus atrimas Edwards, 1914
- Dilophus atripennis Hardy, 1982
- Dilophus bakeri (Hardy, 1951)
- Dilophus balfouri Edwards, 1935
- Dilophus beckeri Hardy, 1948
- Dilophus bicolor Macquart, 1838
- Dilophus bicolor Wiedemann, 1820
- Dilophus bicoloripes Edwards, 1938
- Dilophus bipunctatus Luo & Yang, 1988
- Dilophus bispinosus Lundström, 1913
- Dilophus borealis Skartveit, 1993
- Dilophus brazilensis (Hardy, 1948)
- Dilophus breviceps Loew, 1870
- Dilophus brevifemur Lundström, 1913
- Dilophus brevirostrum Hardy & Takahashi, 1960
- Dilophus buxtoni (Hardy, 1948)
- Dilophus calcaratus Edwards, 1930
- † Dilophus campbelli Harris, 1983
- Dilophus cantrelli Hardy, 1982
- Dilophus capensis Edwards, 1925
- Dilophus carbonarius (Philippi, 1865)
- Dilophus castanipes (Bigot, 1888)
- Dilophus caurinus McAtee, 1922
- Dilophus cerestensis Nel, Legal & Coster, 2022
- Dilophus clavicornus Skartveit & Kaplan, 1996
- Dilophus collaris Guérin-Méneville, 1844
- Dilophus collessi Hardy, 1982
- Dilophus conformis Hardy, 1968
- Dilophus conspicuus Hardy, 1982
- † Dilophus crassicornis Skartveit, 2009
- Dilophus crassicrus Lundström, 1913
- Dilophus crenulatus Hardy & Delfinado, 1969
- Dilophus crinitus (Hardy, 1951)
- Dilophus dangchanganus Li & Yang, 1995
- † Dilophus deletus (Heyden, 1859)
- Dilophus desistens Walker, 1861
- Dilophus dichromatus Hardy, 1968
- Dilophus dichrous Edwards, 1938
- Dilophus disagrus (Speiser, 1909)
- Dilophus discretus Hardy, 1982
- Dilophus distinguendus Edwards, 1935
- Dilophus dorsalis (Philippi, 1865)
- Dilophus dubius Hardy, 1982
- Dilophus edwardsi (Hardy, 1948)
- Dilophus elephas Edwards, 1935
- Dilophus emarginatus McAtee, 1922
- Dilophus ephippium (Philippi, 1865)
- Dilophus erythraeus Bezzi, 1906
- Dilophus espeletiae Sturm, 1990
- Dilophus exiguus (Hardy, 1951)
- Dilophus febrilis (Linnaeus, 1758)
- Dilophus femoratus Meigen, 1804
- Dilophus flavicornis Edwards, 1938
- Dilophus flavicrus Hardy, 1982
- Dilophus flavifemur Edwards, 1930
- Dilophus flavihalter Edwards, 1930
- Dilophus flavistigma Edwards, 1935
- Dilophus flavitarsis Edwards, 1938
- Dilophus fulvicoxa Walker, 1848
- Dilophus fulvimaculus (Walker, 1848)
- Dilophus fulviventris Hardy & Takahashi, 1960
- Dilophus fumipennis Harrison, 1990
- Dilophus fumosus Coquillett, 1904
- Dilophus gagatinus (Philippi, 1865)
- Dilophus giganteus Macquart, 1846
- Dilophus globosus (Hardy, 1942)
- Dilophus golbachi (Hardy, 1953)
- Dilophus gracilipes Edwards, 1930
- Dilophus gracilis Hardy, 1968
- Dilophus gratiosus Bigot, 1890
- Dilophus harrisoni Hardy, 1953
- Dilophus hiemalis Becker, 1908
- Dilophus hirsutus Hardy, 1965
- Dilophus humeralis Zetterstedt, 1850
- Dilophus hummeli Duda, 1934
- Dilophus hyalipennis (Blanchard, 1854)
- † Dilophus idanos Fitzgerald & Greenwalt, 2022
- Dilophus immaculipennis (Blanchard, 1854)
- Dilophus inconnexus (Hardy, 1961)
- Dilophus innubilus Hardy & Delfinado, 1969
- Dilophus insolitus Hutton, 1902
- Dilophus interruptus Edwards, 1930
- Dilophus jilinensis Yang & Luo, 1989
- Dilophus kagoshimaensis Okada, 1938
- † Dilophus krantzii Heyden, 1870
- Dilophus lateralis (Philippi, 1865)
- Dilophus lii Yang & Luo, 1988
- Dilophus lingens Loew, 1869
- Dilophus longiceps Loew, 1861
- Dilophus longipilosus Hardy, 1982
- Dilophus longirostris Macquart, 1850
- Dilophus lucidus (Hardy, 1948)
- Dilophus lucifer Schiner, 1868
- Dilophus luteicollis (Philippi, 1865)
- † Dilophus luteipennis (Théobald, 1937)
- Dilophus luteus Edwards, 1930
- Dilophus macrorhinus Macquart, 1838
- Dilophus macrosiphonius Yang & Luo, 1989
- Dilophus maculatus Bellardi, 1859
- Dilophus maculipennis Blanchard, 1854
- Dilophus maghrebensis Haenni, 1981
- Dilophus martinovskyi Haenni & Bosák, 2007
- † Dilophus matilei Waller, Nel & Menier, 2000
- Dilophus mcalpinei Hardy, 1982
- Dilophus mediterraneus Schiffner
- Dilophus megacanthus Edwards, 1938
- Dilophus melanarius Wulp, 1881
- Dilophus membranaceus Yang & Luo, 1989
- Dilophus microcerus Edwards, 1935
- Dilophus minimus (Hardy, 1942)
- Dilophus minor Strobl, 1900
- Dilophus minutus Bellardi, 1862
- Dilophus modicus Hardy, 1982
- Dilophus multispinosus (Hardy, 1951)
- Dilophus neglectus Haenni, 1982
- Dilophus neoinsolitus Harrison, 1990
- Dilophus niger (Hardy, 1937)
- Dilophus nigripes Blanchard, 1854
- Dilophus nigrivenatus Yang & Luo, 1989
- Dilophus nigriventris Meijere, 1913
- Dilophus nigrostigma
- Dilophus novemmaculatus (Villers, 1789)
- Dilophus nubilipennis Edwards, 1935
- Dilophus nuptus (Speiser, 1914)
- Dilophus obesulus Loew, 1870
- Dilophus obscuripennis Lundström, 1913
- Dilophus obscurus (Blanchard, 1854)
- Dilophus obsoletus (Hardy, 1951)
- Dilophus obtusus Edwards, 1932
- Dilophus occipitalis Baker, 1904
- Dilophus occipitalis Coquillett, 1904
- Dilophus oceanus Haenni & Báez, 2001
- Dilophus orbatus (Say, 1823)
- Dilophus ornatus (Hardy, 1942)
- † Dilophus palaeofebrilis Skartveit, 2009
- Dilophus pallens (Blanchard, 1854)
- Dilophus pallidipennis Philippi, 1865
- Dilophus partitus Hardy, 1982
- Dilophus parvus Hardy, 1982
- Dilophus patagonicus Edwards, 1930
- Dilophus paucidens Hardy, 1962
- Dilophus paulseni Philippi, 1865
- Dilophus pectoralis Wiedemann, 1828
- Dilophus peruensis (Hardy, 1948)
- Dilophus philippii (Hardy, 1960)
- Dilophus pictilis Hardy & Delfinado, 1969
- Dilophus pictipes Skuse, 1889
- Dilophus pictus Schiner, 1868
- Dilophus piliferus Edwards, 1935
- † Dilophus pinguis (Heer, 1849)
- Dilophus plagiospinae Yang & Luo, 1988
- Dilophus plaumanni Edwards, 1938
- Dilophus poikilospinalis Yang & Luo, 1988
- † Dilophus priscus Loew, 1850
- Dilophus prolixus Fitzgerald, 2004
- Dilophus proxilus Fitzgerald, 2004
- Dilophus proximus McAtee, 1922
- † Dilophus pumilio Skartbeit & Pika, 2014
- Dilophus quadridens (Hardy, 1953)
- Dilophus quinquespinae (Hardy, 1961)
- Dilophus quintanus (Hardy, 1951)
- Dilophus rhynchops Coquillett, 1904
- Dilophus rubidus Edwards, 1926
- Dilophus rubiginosus Duda, 1930
- Dilophus rubricollis (Blanchard, 1854)
- Dilophus rubripes (Philippi, 1865)
- Dilophus rufipes Blanchard, 1854
- Dilophus sardous Haenni, 2009
- Dilophus sayi (Hardy, 1960)
- Dilophus scabricollis Edwards, 1929
- Dilophus sectus McAtee, 1922
- Dilophus segnis Hutton, 1901
- Dilophus segregatus (Hardy, 1961)
- Dilophus serenus (Hardy, 1953)
- Dilophus serotinus Loew, 1861
- Dilophus serraticollis Walker, 1848
- Dilophus sexspinosus Hardy, 1982
- Dilophus similis Rondani, 1868
- Dilophus skusei Hardy, 1982
- Dilophus spinipes Say, 1823
- Dilophus splendens (Hardy, 1951)
- Dilophus stigmaterus
- Dilophus stigmaterusstigmaterus Say, 1823
- Dilophus strigilatus McAtee, 1922
- Dilophus stygius Say, 1829
- Dilophus suberythraeus (Edwards, 1915)
- Dilophus suberythreus Edwards, 1914
- Dilophus sublacteatus Edwards, 1932
- † Dilophus succineus Skartveit, 2009
- Dilophus surrufus Hardy, 1982
- Dilophus tapir Schiner, 1868
- Dilophus tenuis Meigen, 1818
- Dilophus tenuis Wiedemann, 1818
- Dilophus tersus Hardy, 1982
- Dilophus testaceipes Blanchard, 1854
- Dilophus tetracanthus Edwards, 1930
- Dilophus tetrascolus Hardy, 1982
- Dilophus tibialis
- Dilophus tibialistibialis Loew, 1870
- Dilophus tingi (Hardy, 1942)
- Dilophus transvestis Hardy, 1968
- Dilophus tricuspidatus Hardy, 1982
- Dilophus tridentatus Walker, 1848
- Dilophus trispinosus Edwards, 1929
- Dilophus trisulcatus Macquart, 1838
- Dilophus tuthilli (Hardy, 1953)
- Dilophus valdivianus Philippi, 1865
- Dilophus variceps Hardy, 1942
- Dilophus varipes Skuse, 1890
- Dilophus venulatus Johnson, 1919
- Dilophus vicarius (Hardy, 1948)
- Dilophus villosus Edwards, 1936
- Dilophus vittatus Philippi, 1865
- Dilophus zhugquensis Li & Yang, 1995

## Systématique
Le nom valide complet (avec auteur) de ce taxon est Dilophus Meigen, 1803.
Dilophus a pour synonyme :
- Philia Meigen, 1800